# Khu vực bảo vệ cảnh quan Vihorlat
Khu vực bảo vệ cảnh quan Vihorlat (tiếng Slovak: Chránená krajinná oblasť Vihorlat) là một khu vực bảo vệ cảnh quan nằm tại dãy núi Vihorlat, đông Slovakia. Về mặt hành chính, nó thuộc các huyện Humenné, Sobrance, Snina

## Mô tả
Được thành lập vào ngày 28 tháng 12 năm 1973 và đạo luật được sửa đổi vào ngày 19 tháng 4 năm 1999, vườn quốc gia bảo vệ khu vực Dãy núi Vihorlat có nguồn gốc núi lửa. Khu vực là nơi có các loài sồi, cử, tần bì, phong, lãnh sam. Nơi đây có khoảng 2000 loài động vật không xương sống và 100 loài chim, đáng chú ý bao gồm Linh miêu Á-Âu, Mèo rừng, Sói xám, Rái cá, Hạc đen, Cú Ural, Ưng đốm nhỏ, Cú đại bàng Á Âu. Địa điểm nổi tiếng nhất tại đây là hồ Morské, được biết đến là Mắt biển.